# Qigong
Ten artykuł opisuje teorie, metody lub czynności niezgodne ze współczesną wiedzą medyczną.

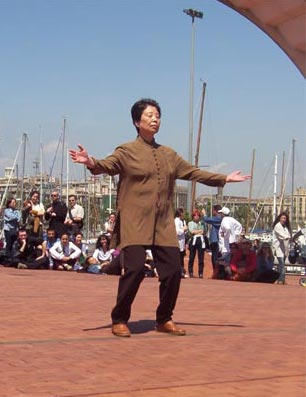
Pokaz Qigong

Qigong (wym. [tɕʰîkʊ́ŋ]; chiń. upr. 气功; chiń. trad. 氣功; pinyin qìgōng; Wade-Giles ch’i-kung) jest zestawem ćwiczeń zdrowotnych starożytnych Chin. Qigong składa się z dwóch słów: Qi, czyli życiowa energia, oraz Gong, czyli perfekcyjne opanowanie czegoś (np. perfekcyjne opanowanie sztuk walki to Kung-Fu). Oznacza to mniej więcej "perfekcyjne opanowanie sztuki kontroli energii życiowej". Technika składa się z odpowiedniej postawy, skupienia umysłu oraz odpowiedniego oddechu. Może być stosowana w celach medycznych, medytacyjnych oraz jako sztuka walki.

## Historia
Qigong, pod różnymi nazwami, ma długą historię w Chinach. Zapiski dotyczące Qi, oraz jego działania sięgają roku 1300 p.n.e. Wśród rozmaitych tradycyjnych chińskich systemów ćwiczeń, które dały początek dzisiejszym metodom określanych wspólnym mianem qigong, jedne kładły nacisk na ruch, nazywano je zatem donggong (ćwiczenia ruchowe), w innych koncentrowano się na ćwiczeniach medytacyjnych w określonych pozycjach (najczęściej wykorzystywano w Chinach pozycję siadu skrzyżnego), zaliczano je więc do jinggong – ćwiczeń statycznych. Z biegiem czasu upowszechniła się praktyka łącznego wykorzystania donggong i jinggong.
Najwcześniejsze ćwiczenia ruchowe zwano daoyin. W nazwie tej kryje się znaczenie "prowadzenia", "kierowania". Uważa się zatem, że od samego początku ćwiczenia te opierały się na mentalnym prowadzeniu ruchów ciała. Według innych interpretacji chodzić miało o odpowiednie kierowanie przepływem qi, za pomocą ruchów ciała.
W starożytnych tekstach spotykamy się też z pojęciem tuna – kolejnej odmiany tradycyjnych ćwiczeń zaliczanych do qigong. Tuna oznaczało oddychanie. Tak więc w tym wypadku chodziło o ćwiczenia oddechowe (z którymi qigong jest niekiedy całkowicie utożsamiany – oczywiście stawianie tu znaku równości jest zbyt wielkim uproszczeniem).
Yunqi (poruszanie qi) polegało na kierowaniu przy pomocy umysłu przepływu qi do określonych części ciała, w celu osiągnięcia odpowiednich efektów.
Taoiści swoje ćwiczenia dzielili na minggong i xinggong. Minggong ("ćwiczenia życia") odnosiły się bardziej do ciała, jego właściwego funkcjonowania z punktu widzenia tradycyjnych chińskich koncepcji. Xinggong ("ćwiczenia natury") dotyczyły umysłu. Do taoistycznego xinggong zbliżone były praktyki medytacyjne buddyzmu chan (w jęz. japońskim – zen).
Późniejsze systemy łączyły z reguły w jedno różne formy ćwiczeń. Wykorzystywano stosownie do potrzeb ćwiczenia statyczne i ruchowe, xinggong i minggong, daoyin, tuna i xingqi. W trakcie ćwiczeń ruchowych daoyin stosowano jednocześnie kontrolowane oddychanie tuna, kierowano "przepływem qi", a towarzyszyło temu wyciszenie umysłu charakterystyczne dla ćwiczeń medytacyjnych xinggong.
Wiele ksiąg zostało napisanych o qigong na przestrzeni wieków, na ich podstawie wyróżniamy trzy etapy rozwoju:
- W starożytnych Chinach wierzono, że poprzez pewne ruchy ciała, koncentrację oraz różne techniki oddechowe człowiek mógł osiągnąć równowagę fizyczną, duchową oraz metaboliczną. Te techniki były rozwijane poprzez sprawdzanie możliwości ciała oraz naśladowanie ruchów i zachowań różnych zwierząt. Wiedza była przekazywana od mistrza do ucznia. Ten stopień rozwoju nazwano Qigong.
- W późniejszych wiekach praktyki te zostały bardziej zestandaryzowane, bardzo często związane z praktykami religijnymi. Na przykład, kiedyś palenie kadzideł służyło do odmierzania czasu i odstraszania owadów, w późniejszym etapie rozwoju było nieodłącznym elementem praktyk. Z czasem powstawało coraz więcej form qigong, przekształcane przez poszczególne szkoły: taoizm, buddyzm, konfucjanizm, neokonfucjanizm, medycyna chińska czy tradycyjne chińskie szkoły walki.
- W latach siedemdziesiątych uczeni zaczęli badać qigong metodami naukowymi, żeby udowodnić skuteczność praktyk.
- W dzisiejszych czasach wiele uczelni uczy qigong jako przedmiotu.

## Zastosowanie
Obecnie ćwiczenia qigong uprawia się najczęściej z myślą o korzyściach zdrowotnych. Stanowią one nie tylko formę profilaktyki, pomocną w utrzymaniu dobrego samopoczucia i sił żywotnych, ale także środek terapii w wielu schorzeniach. Wykorzystuje się zarówno ćwiczenia tradycyjne, jak i opracowane na ich bazie metody nowoczesne. Szerokie zastosowanie mają ćwiczenia rozwinięte w kręgach medycznych, ściśle związane z teoriami tradycyjnej chińskiej medycyny (yijia qigong – qigong medyczny). Również jednak i inne metody często wykazują znakomite walory zdrowotne.
Najpopularniejsze są systemy całościowe. Jest ich wiele. Tutaj wymieńmy tylko kilka: qigong Dzikiej Gęsi, qigong Lecącego Żurawia, qigong spontaniczny (często jednak krytykowany, ze względu na występujące skutki uboczne), taiji qigong (system oparty na taijiquan, lecz nastawiony wyłącznie na korzyści zdrowotne i higienę umysłu), czy metoda zhan zhuang (opierająca się głównie na statycznych i ruchowych ćwiczeniach medytacyjnych, będących częścią składową systemu yiquan). Istotą tych metod jest głównie przywrócenie i utrzymanie naturalnej harmonii organizmu, warunkującej poziom jego sił odpornościowych.
Poza metodami dla wszystkich istnieją też specjalistyczne ćwiczenia, które stosuje się w konkretnym przypadku chorobowym. Są to z reguły ćwiczenia bardzo proste, dobierane przez doświadczonego w tym zakresie lekarza w zależności od konkretnej osoby – jej warunków fizycznych, osobowości, schorzenia na jakie cierpi i etapu leczenia. Określa się to mianem terapii qigong (qigong liaofa).
Miliony ludzi w Chinach i na całym świecie praktykuje qigong codziennie, jako ćwiczenia zdrowotne. W Chinach można zobaczyć ćwiczących w grupach ludzi, jeśli wczesnym rankiem wybierzemy się do parku. W czasie ćwiczeń niezbędny jest spokój ducha (ding shen), wyciszenie (ru jing), eliminacja przeszkadzających, chaotycznych myśli (paichu zanian).
Zdrowotne działanie qigong zostało oficjalnie uznane za technikę leczniczą w chińskich szpitalach w roku 1989. Jest przedmiotem w głównych uniwersytetach medycznych. Po latach debat, rząd Chin ogłosił w 1996 roku qigong jako oficjalną część Narodowego Planu Zdrowia.
Yan Xin (嚴新), specjalista od zarówno zachodniej jak i chińskiej medycyny, a również założyciel szkoły Yan Xin Qigong sugeruje, że aby qigong zostało zaakceptowane w kulturze zachodniej musi przejść przez szereg badań naukowych. W przeciwnym wypadku zostanie uznane za przesąd (zobacz "Krytyka Qigong", poniżej). w połowie lat osiemdziesiątych on, oraz inni naukowcy zaczęli systematycznie badać qigong w instytucjach naukowych w Chinach i Stanach Zjednoczonych. Opublikowali ponad 20 dokumentów.

## Krytyka Qigong
Większość krytyki wzięła się z faktu, że zarówno specjaliści z Chin jak i z Zachodu nie mają silnych dowodów na to, że poprzez odpowiednią praktykę ruchów, rozciąganie, odpowiednie oddychanie, relaksację i zwiększanie zasięgu ruchów stawów może poprawić zdrowie człowieka. Wielu biologów i fizyków nie widzi powodów, żeby wierzyć w energię qi.
Wielu mistrzów qigong twierdzi, że potrafią wykrywać i manipulować tą energią. Inni, również specjaliści od qigong wierzą, że qi jest tylko metaforą dla procesów biologicznych, a skuteczność ćwiczeń może być porównana z tymi z kultury zachodu (jak na przykład redukcja stresu).

## Przestrogi
Wielu ludzi praktykuje Qigong korzystając z instruktażowych nagrań na kasetach video, DVD czy na podstawie książek i artykułów z Internetu, z powodu braku mistrza w najbliższej okolicy. Praktyka bez nauczyciela może doprowadzić do niepożądanych efektów. Zanotowano przypadki trwałych urazów fizycznych oraz psychicznych u ludzi praktykujących samodzielnie w nieprawidłowy sposób, lub też praktykujących nieprawidłowo dobrane ćwiczenia, np. mieszanie Qigong i Tai Chi, a wielu nauczycieli stosuje Qigong, jako rozgrzewkę przed Tai Chi. Obecnie ze względu na wzrost popularności ruchu New Age w Stanach Zjednoczonych powstało wiele szkół kierowanych przez niedoświadczonych instruktorów lub mających cechy destrukcyjnych kultów.